# Hannes Hafstein
Hannes Þórður Hafstein (født 4. december 1861 i Hörgárdal, død 13. december 1922 i Reykjavik) var en islandsk, digter, sysselmand og politiker, der flere gange var minister for Island. Han var medlem af Altinget 1900-01, 1903-15 og 1916-22. Selvom han var valgt frem til 1922, deltog han sidste gang i tingets møder i 1917. Hafstein var leder af det moderate Hjemmestyrepartiet 1900-11 og 1914-1916. I 1911-14 ledede han samlingspartiet Sambandspartiet, der forenede Hjemmestyrepartiet og den moderate del af Selvstændighedspartiet.

## Liv og gerning
Hafstein var søn af amtmand Jørgen Peter Havstein (1812-1875) og Kristjana Gunnarsdottir (1836-1927).

### Digtning
Han var en udpræget lyriker, stærkt påvirket på den ene side af Holger Drachmann, på den anden af Heinrich Heine, og regnedes til "Det unge Island"’s første realistiske digtere. Han var, trods de kendelige påvirkninger, dog en original digternatur, hvis hovedemner var hentede fra livsglædens kilder: vin, kvinder og sang. Hans lyrik var frisk og svulmede af ungdomskraft; hans erotiske digte var ikke holdte i almindeligheder, men lovpriser den enkeltes skønhed, ikke uden realistisk sanselighed. Han havde et åbent øje for sit fædrelands natur og skønhed; derom vidner særlig en digtcyklus, først trykt i Verðandi 1882, hvori nogle af hans bedste og kraftigste digte. Vid og spot fandtes ofte i hans sange, således i hans fortræffelige spottedigt, "Drømmen ved Geyser".
Han oversatte en del lyriske digte, særlig af Heine. Hans sproglige behandling var udmærket, og han havde en mærkelig sans for virkningsfulde rytmer. En samling "Digte" udkom i Reykjavik 1893, en ny og større samling blev trykt sammesteds i 1916.

### Politisk karriere
Han var sysselmand i Ísafjörður 1896—1904.
Ved valget i 1901 kom han ind i det islandske Alting og spillede fra nu af en stor rolle. Hjemmestyrepartiet, hvortil han sluttede sig, var i det nævnte år i mindretal, og da der i Altinget blev vedtaget en forfatningsændring, som partiet var misfornøjet med, og da man mente på grund af systemskiftet i Danmark, at den ny regering ville blive mere lydhør over for islændernes ønsker, fattede partiet den beslutning at sende Hafstein til Danmark for der at gøre rede for sagernes stilling og søge at udvirke en bedring med hensyn til de politiske forhold. Hans mission kronedes med held, og det daværende ministerium gik ind på, at Island kunne få en særlig minister, boende i landet selv. Det i så henseende foreslåede ændringsforslag blev vedtaget 1902 og 1903, og 1904 blev Hafstein udnævnt til den første islandske indenlandske minister.
Denne ændring i Islands politiske forhold var til uvurderlig gavn for landet, og i den 5-års periode, som Hafstein styrede det, blev der gjort fremskridt i forskellige retninger af meget betydeligt omfang og af meget dybtgående art. I så henseende kan nævnes telegrafsagens lykkelige gennemførelse, hvilken senere har været til velsignelse for Island; der er gennemført en ministeransvarlighedslov, oprettet en lovskole i Reykjavik, der senere blev et fakultet ved Københavns Universitet, stiftet 1911.
Rent politisk virkede han for landets indre selvstændighed på flere måder. Også har man i denne 5-års periode været vidne til en ikke tidligere set fart og initiativ i lovgivningen, hvad materielle og økonomiske forhold angik; det samme gælder det islandsk vejvæsen og meget andet. Imidlertid havde der fra begyndelsen af rejst sig en stærkt teoretisk opposition mod den ændrede forfatning og imod Hafstein, hvem man — i øvrigt ganske med urette — bebrejdede for megen eftergivenhed og uselvstændighed over for Danmark. Det var konseilspræsidentens kontrasignering af Hafsteins udnævnelse, den islandske ministers fremmøde i det danske statsråd — dette var et hovedpunkt — og andet af underordnet betydning, som man førte frem i marken. Fra dansk side mente man at måtte imødekomme de opstillede krav og revidere hele forfatningsspørgsmålet, især med hensyn til Islands stilling inden for monarkiet. Dette førte til Nedsættelsen af Den dansk-islandske Kommission, der i foråret 1908 var samlet i København; Hafstein var et særdeles virksomt medlem deraf. Resultatet var det såkaldte "Kommissionsudkast" ; de forventninger, man nærede til dette, gik desværre ikke i opfyldelse; der blev, dels af misforståelse, dels af iver for at styrte Hafstein, rejst en kraftig agitation derimod, og ved valgene den 10. september 1908 fik oppositionen et stort flertal, så at følgen blev, at Hafstein måtte gå af i april 1909).
Hafstein blev meget uretfærdig bedømt i den islandske oppositionspresse.
Hafstein blev atter minister i sommeren 1912, efter at en tilnærmelse mellem de to hovedpartier havde fundet sted med det formål at få en ende på den politiske strid mellem Island og Danmark ("Sambandssagen"). Sagen førtes dog ikke frem til nogen afslutning. Derimod blev der fremsat et nyt forslag om ændringer i forfatningsloven, der vedtoges af Altinget i 1913. Men da de følgende valg var uklare med hensyn til partistillingen og en del helt nye medlemmer blev indvalgt i Tinget, mente Hafstein, at han måtte trække sig tilbage, hvad han også gjorde inden Altingssessionen 1914.
Efterfølgende var Hafsteins helbred så nedbrudt, at hans deltagelse i islandsk politik i fremtiden kun ville blive ringe.

## Tillidsposter
Han var minister for Island i følgende ministerier i perioden 1904 til 1914:
- Regeringen Deuntzer i perioden 31. januar 1904 til 14. januar 1905
- Regeringen Christensen l & ll i perioden 14. januar 1905 til 12. oktober 1908
- Regeringen Neergaard I i perioden 12. oktober 1908 til 31. marts 1909
- Regeringen Klaus Berntsen i perioden 25. juli 1912 til 21. juni 1913
- Regeringen Zahle II i perioden 21. juni 1913 til 21. juli 1914